# Newell (Iowa)
Newell – miasto w Stanach Zjednoczonych, w stanie Iowa, w hrabstwie Buena Vista. W 2000 roku liczyło 887 mieszkańców.